# Estenebea
En la mitología griega Estenebea (en griego Σθενέβοια Sthenéboia, que sugiere "vaca fuerte" o "de ganado vigoroso"), la de «ojos de vaca», era la esposa del rey de Argos, Preto. Homero y otros autores la denomina como Antea.
Existen dos filiaciones acerca de Estenebea, acaso igual de antiguas. La versión hesiódica nos dice que era hija de Afidante de Arcadia y hermana de Áleo. Más célebre es la versión homérica, que la imagina hija del rey Yóbates de Licia. Sea como fuere nunca se indica el nombre de su madre.
Estenebea le dio a Preto tres hijas: Lisipe, Ifínoe e Ifianasa, más conocidas como las Prétides. Estas enloquecieron cuando llegaron a la edad núbil, porque según dice Hesíodo no dieron acogida a los misterios de Dioniso; según dice Acusilao, porque deshonraron la estatua de Hera.
No obstante Estenebea es más célebre, o infame, por su intento de seducción fallido hacia el héroe Belerofonte. La Ilíada nos lo relata: 

La mujer de éste (Preto), la divina Antea, concibió enloquecido deseo de unirse a él en secreto amor. Pero no logró convencer los buenos instintos del belicoso Belerofonte. Entonces aquélla dijo con mentiras al rey Preto: «¡Ojalá mueras, Preto, o mata a Belerofonte, que ha querido unirse en el amor conmigo contra mi deseo!». Así habló, y la ira prendió en el soberano al oírlo. Eludía matarlo, pues sentía escrúpulos en su ánimo; pero lo envió a Licia y le entregó luctuosos signos, mortíferos la mayoría, que había grabado en una tablilla doble, y le mandó mostrárselas a su suegro, para que así pereciera.
HOMERO, la "Ilíada" VI 160 - 170

Sobre el final de Estenebea Higino dice que se mató a sí misma por el amor no correspondido que sentía hacia Belerofonte.
Robert Graves apunta que la tentativa de Antea de seducir a Belerofonte es análoga a otros episodios homólogos de la mitología griega, como los episodios de Biádice y Frixo, Creteide y Peleo, Fedra e Hipólito, y también Filónome y Tenes. El mitema también aparece en los relatos bíblicos, en la fábula de José y la esposa de Putifar, y también en la egipcia, con El cuento de los dos hermanos. Graves aclara finalmente que la procedencia del mito es insegura.